# Noemia mindanaoensis
Noemia mindanaoensis är en skalbaggsart som beskrevs av J. Linsley Gressitt 1935. Noemia mindanaoensis ingår i släktet Noemia och familjen långhorningar.
Artens utbredningsområde är Filippinerna. Inga underarter finns listade i Catalogue of Life.